# 1993-as atlétikai világbajnokság

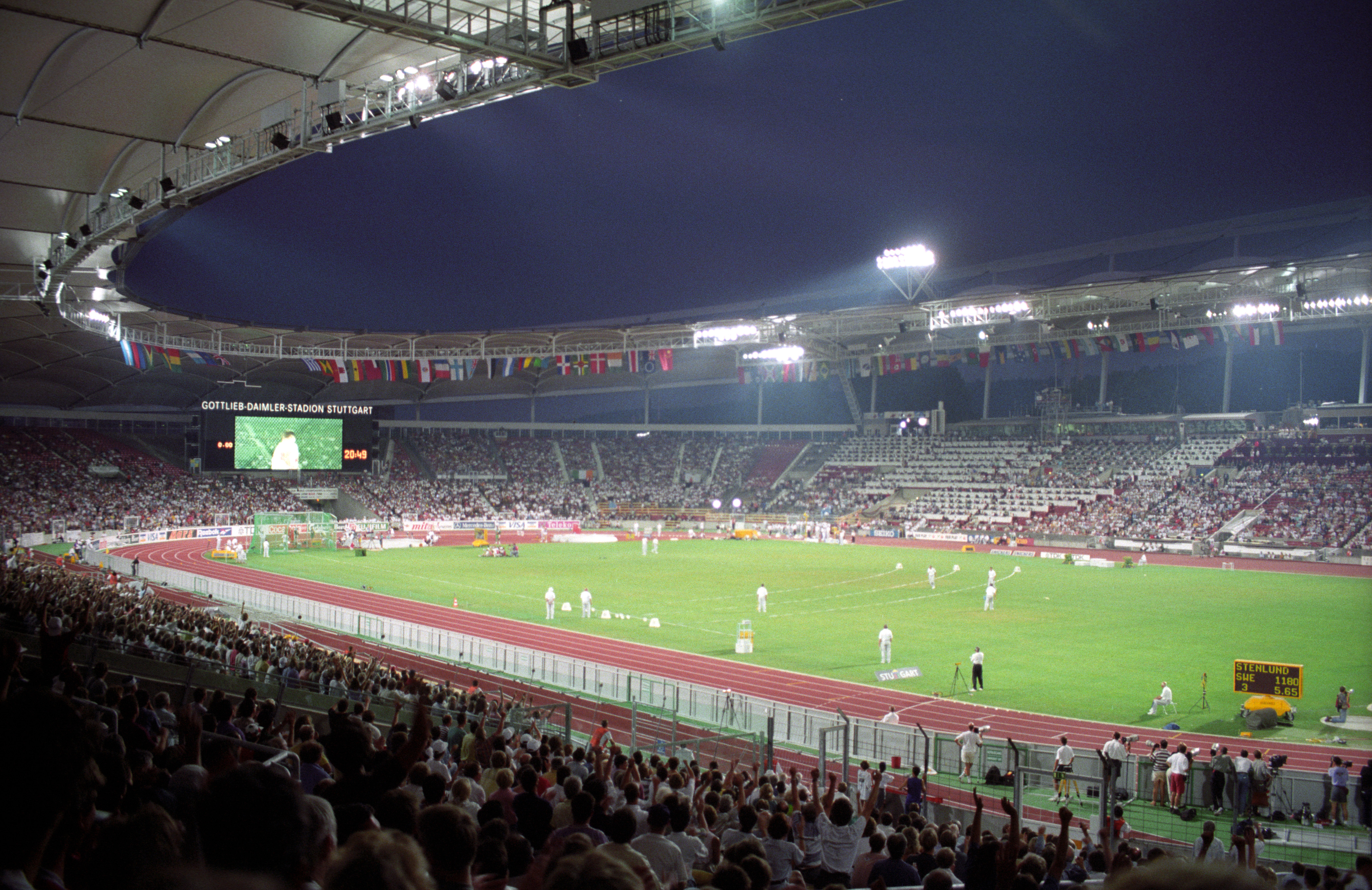
1993 Atlétikai világbajnokság

Az 1993-as atlétikai világbajnokságot Stuttgartban, Németországban rendezték augusztus 13. és augusztus 22. között. A vb-n 44 versenyszám volt. Ezen a világbajnokságon avattak először bajnokot női hármasugrásban.

## A magyar sportolók eredményei
Magyarország a világbajnokságon 23 sportolóval képviseltette magát.
Érmesek
| Érem      | Versenyző    | Versenyszám   | Dátum         |
| --------- | ------------ | ------------- | ------------- |
| Bronzérem | Gécsek Tibor | Kalapácsvetés | augusztus 15. |

## Éremtáblázat
(A táblázatban Magyarország és a rendező nemzet eltérő háttérszínnel kiemelve.)
| Helyezés | Nemzet             | Arany | Ezüst | Bronz | Összesen |
| 1.       | Egyesült Államok   | 13    | 7     | 5     | 25       |
| 2.       | Kína               | 4     | 2     | 2     | 8        |
| 3.       | Oroszország        | 3     | 8     | 5     | 16       |
| 4.       | Egyesült Királyság | 3     | 3     | 4     | 10       |
| 4.       | Kenya              | 3     | 3     | 4     | 10       |
| 6.       | Németország        | 2     | 2     | 4     | 8        |
| 7.       | Spanyolország      | 2     | 1     | 2     | 5        |
| 8.       | Kuba               | 2     | 1     | 0     | 3        |
| 9.       | Finnország         | 1     | 2     | 0     | 3        |
| 10.      | Jamaica            | 1     | 1     | 3     | 5        |
| 11.      | Ukrajna            | 1     | 1     | 2     | 4        |
| 12.      | Etiópia            | 1     | 1     | 1     | 3        |
| 13.      | Namíbia            | 1     | 1     | 0     | 2        |
| 14.      | Algéria            | 1     | 0     | 1     | 2        |
| 14.      | Japán              | 1     | 0     | 1     | 2        |
| 16.      | Csehország         | 1     | 0     | 0     | 1        |
| 16.      | Mozambik           | 1     | 0     | 0     | 1        |
| 16.      | Norvégia           | 1     | 0     | 0     | 1        |
| 16.      | Svájc              | 1     | 0     | 0     | 1        |
| 16.      | Tádzsikisztán      | 1     | 0     | 0     | 1        |
| 21.      | Olaszország        | 0     | 3     | 1     | 4        |
| 22.      | Fehéroroszország   | 0     | 2     | 2     | 4        |
| 23.      | Ausztrália         | 0     | 1     | 0     | 1        |
| 23.      | Írország           | 0     | 1     | 0     | 1        |
| 23.      | Kazahsztán         | 0     | 1     | 0     | 1        |
| 23.      | Lengyelország      | 0     | 1     | 0     | 1        |
| 23.      | Portugália         | 0     | 1     | 0     | 1        |
| 23.      | Zambia             | 0     | 1     | 0     | 1        |
| 29.      | Ausztria           | 0     | 0     | 1     | 1        |
| 29.      | Bulgária           | 0     | 0     | 1     | 1        |
| 29.      | Kanada             | 0     | 0     | 1     | 1        |
| 29.      | Dánia              | 0     | 0     | 1     | 1        |
| 29.      | Magyarország       | 0     | 0     | 1     | 1        |
| 29.      | Hollandia          | 0     | 0     | 1     | 1        |
| 29.      | Románia            | 0     | 0     | 1     | 1        |
| 29.      | Szomália           | 0     | 0     | 1     | 1        |
| Összesen | Összesen           | 44    | 44    | 45    | 133      |

## Érmesek
- WR – világrekord
- CR – világbajnoki rekord
- AR – kontinens rekord
- NR – országos rekord
- WL – az adott évben aktuálisan a világ legjobb eredménye
- SB – az adott évben aktuálisan az egyéni legjobb eredmény
- PB – egyéni rekord

### Férfi
| Versenyszám     | Arany                                                                              | Arany        | Ezüst                                                                         | Ezüst     | Bronz                                                                    | Bronz     |
| --------------- | ---------------------------------------------------------------------------------- | ------------ | ----------------------------------------------------------------------------- | --------- | ------------------------------------------------------------------------ | --------- |
| 100 m           | Linford Christie · Nagy-Britannia                                                  | 9,87 ER      | Andre Cason · Egyesült Államok                                                | 9,92      | Dennis Mitchell · Egyesült Államok                                       | 9,99      |
| 200 m           | Frankie Fredericks · Namíbia                                                       | 19,85 CR, AR | John Regis · Nagy-Britannia                                                   | 19,94     | Carl Lewis · Egyesült Államok                                            | 19,99     |
| 400 m           | Michael Johnson · Egyesült Államok                                                 | 43,65        | Butch Reynolds · Egyesült Államok                                             | 44,13     | Samson Kitur · Kenya                                                     | 44,54     |
| 800 m           | Paul Ruto · Kenya                                                                  | 1:44,71      | Giuseppe D'Urso · Olaszország                                                 | 1:44,86   | Billy Konchellah · Kenya                                                 | 1:44,89   |
| 1500 m          | Noureddine Morceli · Algéria                                                       | 3:34,24      | Fermin Cacho Ruiz · Spanyolország                                             | 3:35,56   | Abdi Bile · Szomália                                                     | 3:35,96   |
| 5000 m          | Ismael Kirui · Kenya                                                               | 13:02,75     | Haile Gebrselassie · Etiópia                                                  | 13:03,17  | Fita Bayisa · Etiópia                                                    | 13:05,40  |
| 10 000 m        | Haile Gebrselassie · Etiópia                                                       | 27:46,02     | Moses Tanui · Kenya                                                           | 27:46,54  | Richard Chelimo · Kenya                                                  | 28:06,02  |
| Maraton         | Mark Plaatjes · Egyesült Államok                                                   | 2:13:57      | Lucketz Swartbooi · Namíbia                                                   | 2:14:11   | Bert van Vlaanderen · Hollandia                                          | 2:15:12   |
| 110 m gát       | Colin Jackson · Nagy-Britannia                                                     | 12,91 WR     | Tony Jarrett · Nagy-Britannia                                                 | 13,00     | Jack Pierce · Egyesült Államok                                           | 13,06     |
| 400 m gát       | Kevin Young · Egyesült Államok                                                     | 47,18        | Samuel Matete · Zambia                                                        | 47,60     | Winthrop Graham · Jamaica                                                | 47,62     |
| 3000 m akadály  | Moses Kiptanui · Kenya                                                             | 8:06,36 CR   | Patrick Sang · Kenya                                                          | 8:07,53   | Alessandro Lambruschini · Olaszország                                    | 8:08,78   |
| 20 km gyaloglás | Valentin Massana · Spanyolország                                                   | 1:22:31      | Giovanni De Benedictis · Olaszország                                          | 1:23:06   | Daniel Plaza · Spanyolország                                             | 1:23:18   |
| 50 km gyaloglás | Jesus Garcia · Spanyolország                                                       | 3:41:41      | Valentin Kononen · Finnország                                                 | 3:42:02   | Valerij Szpicin · Oroszország                                            | 3:42:50   |
| 4 × 100 m váltó | Egyesült Államok · Jon Drummond · Andre Cason · Dennis Mitchell · Leroy Burrell    | 37,48        | Nagy-Britannia · Colin Jackson · Tony Jarrett · John Regis · Linford Christie | 37,77 ER  | Kanada · Robert Esmie · Glenroy Gilbert · Bruny Surin · Atlee Mahorn     | 37,83 NR  |
| 4 × 400 m váltó | Egyesült Államok · Andrew Valmon · Quincy Watts · Butch Reynolds · Michael Johnson | 2:54,29 WR   | Kenya · Kennedy Ochieng · Simon Kemboi · Abednego Matilu · Samson Kitur       | 2:59,82   | Németország · Rico Lieder · Karsten Just · Olaf Hense · Thomas Schönlebe | 2:59,99   |
| Magasugrás      | Javier Sotomayor · Kuba                                                            | 240 cm CR    | Artur Partyka · Lengyelország                                                 | 237 cm    | Steve Smith · Nagy-Britannia                                             | 237 cm    |
| Rúdugrás        | Szerhij Bubka · Ukrajna                                                            | 600 cm CR    | Grigorij Jegorov · Kazahsztán                                                 | 590 cm AR | Makszim Taraszov · Oroszország                                           | 580 cm    |
| Rúdugrás        | Szerhij Bubka · Ukrajna                                                            | 600 cm CR    | Grigorij Jegorov · Kazahsztán                                                 | 590 cm AR | Igor Trandenkov · Oroszország                                            | 580 cm    |
| Távolugrás      | Mike Powell · Egyesült Államok                                                     | 859 cm       | Sztanyiszlav Taraszenko · Oroszország                                         | 816 cm    | Vitalij Kirilenko · Ukrajna                                              | 815 cm    |
| Hármasugrás     | Mike Conley Sr. · Egyesült Államok                                                 | 17,86 m      | Leonyid Volosin · Oroszország                                                 | 17,65 m   | Jonathan Edwards · Nagy-Britannia                                        | 17,44 m   |
| Súlylökés       | Werner Günthör · Svájc                                                             | 21,97 m      | Randy Barnes · Egyesült Államok                                               | 21,80 m   | Olekszandr Bagacs · Ukrajna                                              | 20,40 m   |
| Diszkoszvetés   | Lars Riedel · Németország                                                          | 67,72 m      | Dmitrij Sevcsenko · Oroszország                                               | 66,90 m   | Jürgen Schult · Németország                                              | 66,12 m   |
| Kalapácsvetés   | Andrej Abduvaliev · Tádzsikisztán                                                  | 81,64 m AR   | Igor Asztapkovics · Fehéroroszország                                          | 79,88 m   | Gécsek Tibor · Magyarország                                              | 79,54 m   |
| Gerelyhajítás   | Jan Železný · Csehország                                                           | 85,98 m CR   | Kimmo Kinnunen · Finnország                                                   | 84,78 m   | Mick Hill · Nagy-Britannia                                               | 82,96 m   |
| Tízpróba        | Dan O'Brien · Egyesült Államok                                                     | 8817 pont CR | Eduard Hämäläinen · Fehéroroszország                                          | 8724 pont | Paul Meier · Németország                                                 | 8548 pont |

### Női
| Versenyszám     | Arany                                                                                         | Arany       | Ezüst                                                                                       | Ezüst     | Bronz                                                                          | Bronz     |
| --------------- | --------------------------------------------------------------------------------------------- | ----------- | ------------------------------------------------------------------------------------------- | --------- | ------------------------------------------------------------------------------ | --------- |
| 100 m           | Gail Devers · Egyesült Államok                                                                | 10,82 CR    | Merlene Ottey · Jamaica                                                                     | 10,82 CR  | Gwen Torrence · Egyesült Államok                                               | 10,89     |
| 200 m           | Merlene Ottey · Jamaica                                                                       | 21,98       | Gwen Torrence · Egyesült Államok                                                            | 22,00     | Irina Privalova · Oroszország                                                  | 22,13     |
| 400 m           | Jearl Miles-Clark · Egyesült Államok                                                          | 49,82       | Natasha Kaiser-Brown · Egyesült Államok                                                     | 50,17     | Sandie Richards · Jamaica                                                      | 50,44     |
| 800 m           | Maria de Lurdes Mutola · Mozambik                                                             | 1:55,43 AR  | Ljubov Gurina · Oroszország                                                                 | 1:57,10   | Kovács Ella · Románia                                                          | 1:57,92   |
| 1500 m          | Liu Dong · Kína                                                                               | 4:00,50     | Sonia O'Sullivan · Írország                                                                 | 4:03,48   | Hassiba Boulmerka · Algéria                                                    | 4:04,29   |
| 3000 m          | Qu Yunxia · Kína                                                                              | 8:28,71 CR  | Zhang Linli · Kína                                                                          | 8:29,25   | Zhang Lirong · Kína                                                            | 8:31,95   |
| 10 000 m        | Wang Junxia · Kína                                                                            | 30:49,30 CR | Zhong Huandi · Kína                                                                         | 31:12,55  | Sally Barsosio · Kenya                                                         | 31:15,38  |
| Maraton         | Aszari Dzsunko · Japán                                                                        | 2:30:03     | Manuela Machado · Portugália                                                                | 2:30,54   | Abe Tomoe · Japán                                                              | 2:31:01   |
| 100 m gát       | Gail Devers · Egyesült Államok                                                                | 12,46 AR    | Marina Azjabina · Oroszország                                                               | 12,60     | Lynda Tolbert · Egyesült Államok                                               | 12,67     |
| 400 m gát       | Sally Gunnell · Nagy-Britannia                                                                | 52,74 WR    | Sandra Farmer-Patrick · Egyesült Államok                                                    | 52,79 AR  | Margarita Ponomarjova · Oroszország                                            | 53,48     |
| 10 km gyaloglás | Sari Essayah · Finnország                                                                     | 42:59       | Ileana Salvador · Olaszország                                                               | 43:08     | Encarna Granados · Spanyolország                                               | 43:21     |
| 4 × 100 m váltó | Oroszország · Olga Bogoszlovszkaja · Galina Malcsugina · Natalja Voronova · Irina Privalova   | 41,49 CR    | Egyesült Államok · Michelle Finn · Gwen Torrence · Wendy Vereen · Gail Devers               | 41,49 CR  | Jamaica · Michelle Freeman · Juliet Campbell · Nicole Mitchell · Merlene Ottey | 41,94     |
| 4 × 400 m váltó | Egyesült Államok · Gwen Torrence · Maicel Malone-Wallace · Natasha Kaiser · Jearl Miles-Clark | 3:16,71 CR  | Oroszország · Jelena Ruzina · Tatyana Alekszejeva · Margarita Ponomarjova · Irina Privalova | 3:18,38   | Nagy-Britannia · Linda Keough · Phylis Smith · Tracy Goddard · Sally Gunnell   | 3:23,41   |
| Távolugrás      | Heike Drechsler · GER                                                                         | 711 cm      | Larisza Berezsnaja · Ukrajna                                                                | 698 cm    | Renata Nielsen · DEN                                                           | 676 cm    |
| Hármasugrás     | Anna Birjukova · Oroszország                                                                  | 15,09 m WR  | Jolanda Csen · Oroszország                                                                  | 14,70 m   | Iva Prandzseva · Bulgária                                                      | 14,23 m   |
| Magasugrás      | Ioamnet Quintero · Kuba                                                                       | 199 cm      | Silvia Costa · Kuba                                                                         | 197 cm    | Sigrid Kirchmann · Ausztria                                                    | 197 cm    |
| Súlylökés       | Huang Zhihong · Kína                                                                          | 20,57 m     | Szvetlana Kriveljova · Oroszország                                                          | 19,97 m   | Kathrin Neimke · Németország                                                   | 19,71 m   |
| Diszkoszvetés   | Olga Csernyavszkaja · Oroszország                                                             | 67,40 m     | Daniela Costian · Ausztrália                                                                | 65,36 m   | Min Chunfeng · Kína                                                            | 65,26 m   |
| Gerelyhajítás   | Trine Hattestad · Norvégia                                                                    | 69,18 m     | Karen Forkel · Németország                                                                  | 65,80 m   | Natallja Sikalenka · Fehéroroszország                                          | 65,64 m   |
| Hétpróba        | Jackie Joyner-Kersee · Egyesült Államok                                                       | 6837 pont   | Sabine Braun · Németország                                                                  | 6797 pont | Szvetlana Buraga · Fehéroroszország                                            | 6635 pont |